# ضب
الضب (الاسم العلمي: Uromastyx)، ويُسمى أيضًا السحلية شوكية الذيل. وهو حيوان بيوض يعيش في الصحراء والبراري، شكله الخارجي يكاد يشبه التمساح أو الديناصور عندما ينتصب. يصل طول الضب إلى 85 سم عندما يتمّ نموه. ويعتمد الضب على النبات في غذائه وشرابه فهو لا يشرب الماء إلا نادراً. يؤكد البعض بأن هناك فوائد من أكله، وكذلك توجد فائدة من المعالجة بدمه مؤكدة لدى الكثيرين من البدو. ويضم الضب ستة أنواع ضب المصري وضب مرقش وضب الفلبي ضب بنتي وضب عييناتي وضب سيناء المزوق وضب عماني.

## أسماء الضب
- يطلق على الذكر «الضَّبّ» أو «العَيْر».
- وأنثاه «الضَّبَّة» أو «المَكُون»، الاسم الأخير مشتق من فعل أَمْكَنَ، يقال أَمْكَنَتِ الضَّبَّة أي جمعت بيضها في بطنها .
- وجمعه هو «ضُبَّان» أو «ضِبَاب»

من أسماء الضب أيضاً:
من حيث الضخامة:
- السبحل وهو الضب الضخم.
- أما العدامل والعداملي فهو الضب الضخم القديم.

من حيث السن:
- والعلب فهو الضب المسن.
- والجحل هو المسن الكبير أيضاً وجمعه الجحول والجحلان.

واسم صغير الضب :
الحسل والجمع حسال وحسول وحسلان، وبه يكنى فيقال: «أبو الحسل»، ويقال أيضاً «أبو الحسيل» على التصغير.

## التصنيف العلمي والأنواع

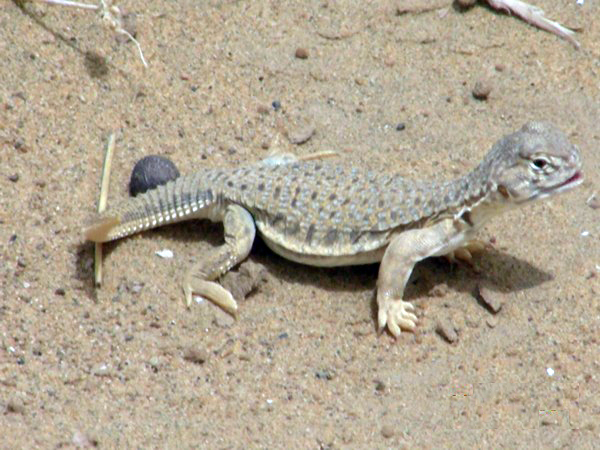
ضب في مرحلة الطفولة.

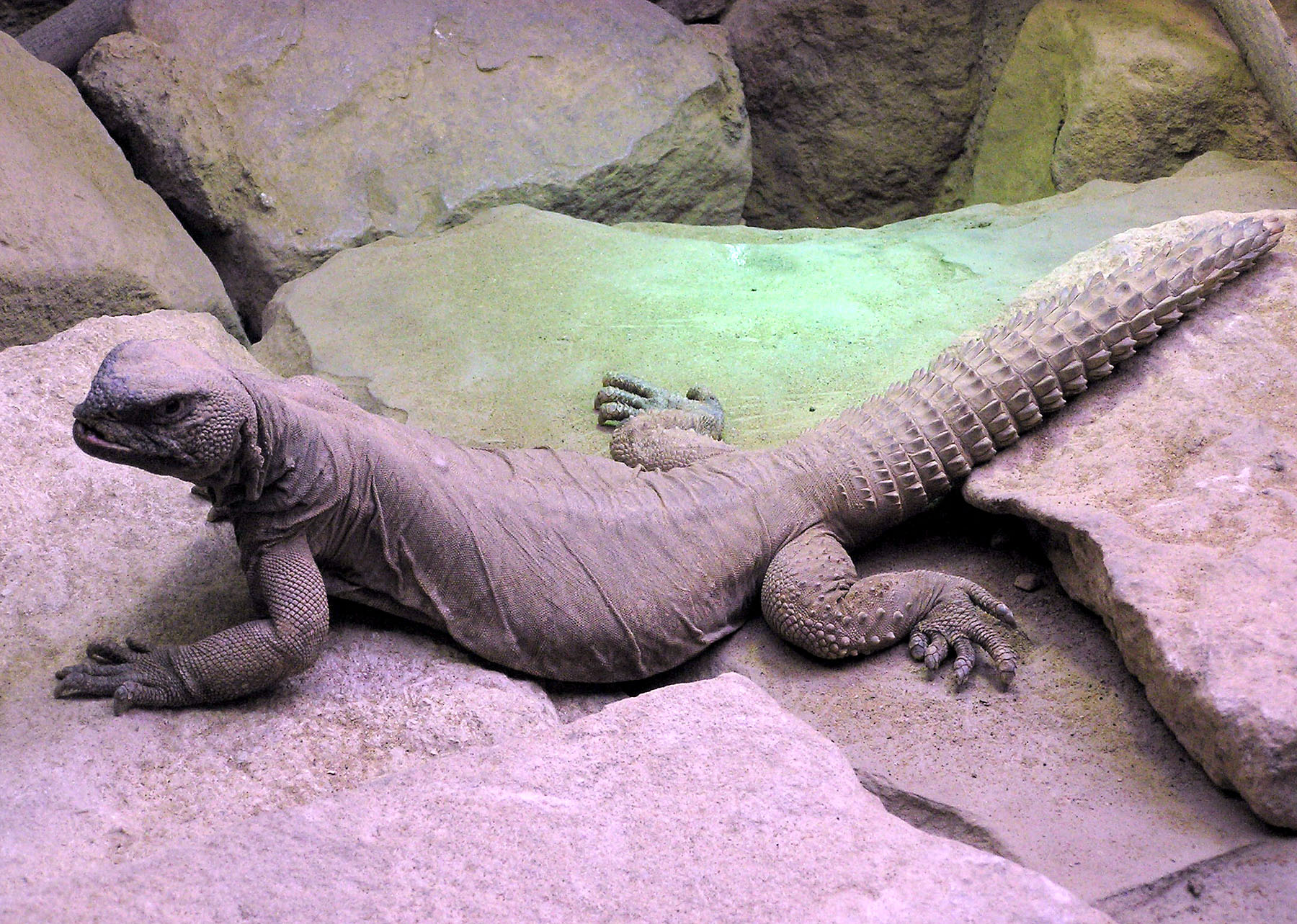
ضب مصري في حديقة حيوان.

يُعتبر الضب جنساً من طائفة الزواحف يتبع أسرة الضباب ضمن فصيلة الحرذونيات التي تتبع رتبة الحرشفيات. وتضم 13 نوعاً، منها:
- الضب المصري، Uromastyx aegyptius: يوجد في مصر، الأردن، العراق، سوريا، وشرق إيران، كما ينتشر في المملكة العربية السعودية، كما يتواجد على طول ساحل الخليج العربي. فهذا الضب أكثر الضبان شيوعاً، وهو من الأنواع الكبيرة الذيل على الرغم أنه مستدق في النهاية، إلا أنة اسطواني مفلطح وعريض عند القاعدة، والذيل أقصر من الجسم. توجد حوالي 20 فتحة فخذية وقبل شرجية. الجسم غليظ قوي مفلطح والرأس صغير وغير مدبب.
- ضب بنتي، Uromastyx benti: ينتشر في اليمن وجنوب المملكة العربية السعودية.
- الضب العييناتي، Uromastyx ocellatus: يوجد في مصر وفلسطين وسوريا وينتشر في الشمال الغربي للمملكة العربية السعودية.
- ضب سيناء المزوق، Uromastyx phiibyi: يوجد في اليمن ويمتد انتشاره في الجبال الغربية للمملكة العربية السعودية.
- الضب العُماني، Uromastyx thomasi: يوجد في عُمان، وينتشر في الربع الخالي وجنوب شرقي الساحل الشرقي للمملكة العربية السعودية.
- ضب الفلبي Uromastyx philbyi: يوجد في السعودية والسيناء بمصر وينتشر من السيناء إلى جبال سروات بسعودية
- ضب المرقش Uromastyx ornatus: يوجد في سوريا والاردن والفسطين والسيناء بمصر والسعودية
- ضب لبتيني Uromastyx aegyptia leptieni:يوجد في الكويتو السعودية
- ضب لوريكاتا Uromastyx loricate:يوجد في السعودية وايران والكويت.

## الجسم
جسم الضب قصير وغليظ يتميز بأطراف جيدة. يوجد في كل طرف خمس أصابع مزودة بمخالب قوية. لون الجسم يميل إلي اللون الرمادي أو البني، مع وجود تنقيط في الجهة الظهرية بنقط غير منتظمة الشكل بنية اللون، يتخللها لون أصفر. الرأس مثلث عريض مزود بفكين قويين. الذيل طويل نسبياً ومزود بأشواك قوية، ويتكون الذيل من 21-23 حلقة شوكيه منتظمة الاستدقاق من قاعدة الذيل إلي نهايته بحيث تكون أكبر حلقة عند قاعدة الذيل. الضب يستخدم ذيله أحياناً للضرب أثناء تعرضه للخطر، كما أن أسنانه وفكوكه قوية يستخدمها للعض الشديد، لذا الطريقة الصحيحة لمسك الضب تكون من خلف رقبته.
الذكر رأسه عادة أعرض وأكبر من رأس الأنثى، كما يتميز بلون أسود داكن. الزوائد الفخذية في الذكر أكبر من عند الأنثى. الضبان الصغيرة تشبه آبائها مع اختلاف في النقاط على الظهر. يلاحظ أن الضب ينتشر وتكثر أعداده في أماكن معينة مثل القصيم والرياض لملاءمة التربة، لأن هناك عدة عوامل رئيسية تؤثر في كثافة أعداد الضب منها:
- نوع سطح التربة
- وفرة النباتات والأعشاب والشجيرات
- المناخ، فالمناخ الصحراوي الحار والجاف صيفاً يناسب حياة هذه الكائنات.

الوظائف الحيوية:
الحس والحركة:
يستطيع الرؤية بواسطة عينيه حاسة الرؤية قوية عنده
يستطيع أن يشم بواسطة الأنف
اللسان يحس بالمؤثرات الحرارية والتذوق
يسمع بواسطة غشاء الطبل الموجود خلف العينين
يتحرك زحفاً تساعده اطرافه القصيرة
التنفس:
الأنف، البلعوم، الحنجرة، الرغامى تتفرع إلى قصبتين داخل كل رئة.
النقل:
يتألف من أذينتين وبطين والقلب يتوسط الصدر.

## جحور الضب
يعيش الضب في البيئات المفتوحة المستوية تقريباً حيث يقوم الضب بحفر جحره بنفسه ويبلغ طول الجحر حوالي من 1-2 متر، وفي بعض الأوقات يصل طول الجحر إلى حوالي 4 أمتار. تختلف أشكال الجحور وأشكال فتحاتها، فبعض الجحور تكون منعطفة ناحية اليسار مع اتساع عند المنعطف، وبعضها منعطف ناحية اليمين وتأخذ زاوية ميل بداية الجحر ما بين 30-40 درجة. تأخذ الفتحات شكل هلالي تعلوها كومه ترابيه بركانية الشكل.
يبلغ عمق الجحر من عند مستوي سطح الأرض حتى العمق حوالي 1-1.5 متر وتكون اتجاه فتحات الجحور في اتجاه الشرق أو الشمال الشرقي عادة، حسب زاوية شروق الشمس، لأن الضب يحتاج في بداية يومه إلي تسخين جسمه.
الجحور تكون في الأرض عراء أو تحت جذوع نباتات والمسافة بين الجحور من 20-30 متر تقريباً. يقوم الضب بعمل فتحة واحدة للجحر بعكس بعض الحيوانات التي تعمل عدة فتحات للجحر بغرض التهوية والتمويه للهروب من الأعداء. الجحر من الداخل يكون به مناطق متسعة عند المنحنيات وذلك لترك فرصه لالتفاف الذيل، لأن ذيل الضب صعب الالتفاف فهو شوكي ومحدود الحركة. الضب يعمل جحره عادة بين شجيرات الرمث وذلك لعدة أسباب منها تثبيت الجحر بواسطة جذور هذه النباتات، والاستفادة من الظل في أشهر الصيف، وكعلامة لمعرفة مكان الجحر بسهولة.
عادة الجحر يكون لضب ولكن يلاحظ أن بعض الحيوانات تشاركه في هذه الجحور أو حولها، منها العناكب وبعض السحالي، لكن العلاقة الأكيدة في تعايش الضب مع العقرب السوداء. وهناك علاقة تعايش بين الضب والعقرب، حيث يوفر العقرب الحماية للضب من أعدائه كما أن الضب يوفر المأوى وبعض الفرائس للعقرب. تحتل العقرب حوالي 20-50 سم من بداية الجحر حيث تتغذى على الحشرات والفرائس الأخرى. وتكمن خطورة وجود العقرب عند بداية الجحر للصيادين سواء الحيوان أو الإنسان.

## غذاء الضب
الضب حيوان نباتي التغذية بشكل أساسي يعتمد في غذائه على الأوراق وبذور وأزهار النباتات الحولية والمعمرة التي تنمو في البيئات التي يعيش فيها. كما أنه يأكل بعض الحشرات والمفصليات، ومنها الخنافس والعناكب والجراد والنمل والذباب. الضب لا يشرب الماء إلا نادراً جداً حتى أنه لا يحتاجه وذلك لأنه يستفيد من العصارات داخل العناصر النباتية والحشرات، حيث يستفيد من محتواها المائي داخل خلاياها. الضب لا يأكل النبتة كلها حين يجدها ولكنه يأكل منها قضمات صغيره ويذهب إلي نبتة أخرى ويقضم منها قضمات صغيرة، وبذلك يحافظ على النباتات ويزيد الغطاء النباتي.
يمسك الضب الفرائس بواسطة فكيه تساعده أسنانه المدببة.
جهاز الهضم:
الفم، البلعوم، المري، المعدة، الأمعاء الدقيقة، المستقيم، المقذرة.
الإخراج:
كليتين على جانبي العمود الفقري، حالبان، المثانة، المقذرة.وكذالك

## النشاط اليومي
الزواحف (ومن ضمنها الضب) من الحيوانات متغيرة الحرارة وذلك لأن حرارة أجسامها تتغير تبعاً لحرارة البيئة المحيطة بها. فالضب يدخل في البيات الشتوي مع بداية فصل الشتاء (حوالي شهر أكتوبر) عندما تصل درجة الحرارة إلي 20 درجه مئوية أو أقل في معظم فترات اليوم، ويبقى الضب طوال أشهر الشتاء حتى أول فبراير وفي بعض الأحيان حتى نهاية فبراير. لكن بعد انقضاء أشهر الشتاء وارتفاع درجة حرارة الجو (عادة في شهر مارس حيث تصل درجة الحرارة 26 درجة مئوية) يبدأ الضب في الخروج من جحره.
وعندما يقرر الضب الخروج للبحث عن غذائه في الصباح عند الساعة السابعة والنصف تقريباً، وتكون درجة الحرارة حوالي 29 درجة مئوية، فأن الضب يخرج رأسه في البداية من فتحة الجحر ويعرض رأسه لأشعة الشمس وذلك برفع رأسه إلي الأعلى ليسمح بتعريض أكبر جزء من منطقة الصدر لأشعة الشمس حتى تصل حرارة إلي 31 درجة مئوية، وهذه تستغرق حوالي نصف ساعة. ثم يبدأ الضب بالخروج تدريجياً من الجحر حتى يخرج بالكامل ويكون لونه داكن، ثم يجثم فوق فتحة الجحر لما يقارب أيضاً نصف ساعة أخرى وذلك بملامسة بطنه للأرض لرفع حرارة جسمه، ويلجأ الضب في بعض الأحيان باعتلاء الصخور وملامستها لجسمه عندما تكون درجات حرارة الجو أقل من 30 درجة مئوية. أفضل درجة حرارة للضب لنشاطه اليومي هي ما بين 36-38 درجة مئوية حيث يمكث الضب أطول فترة خارج جحره في درجة الحرارة هذه. أما داخل الجحر فإن الضب يتحرك في أعماق الجحر حسب درجة حرارة الارتفاعات المختلفة للجحر ففي المساء مثلاً تكون حرارة نهاية الجحر حوالي 41 درجة مئوية وتكون الحرارة في بداية الجحر حوالي 38 درجة مئوية في نفس الوقت لذا نجد في ليالي الصيف أن الضب يجلس عند بداية الجحر من الداخل. ويطلق على الضب وهو في بداية الجحر الخارجية ليلاً بأنه مكانس أو معوكر. والفترة ما بين نهاية أبريل حتى بداية يونيو (حوالي 40 يوم) عندما يجلس الضب عند فتحة الجحر تسمى بالكنه، أما في الشتاء عند انخفاض درجة الحرارة في الخارج نجد أن الجحر من الداخل تكون درجة حرارته مرتفعة فيبقى الضب في هذه المنطقة، وإذا زادت البرودة نجد أن الضب يدخل في فترة بيات شتوي.

## التزاوج
يحدث التكاثر في الضب بعد انقضاء أشهر الشتاء وقبل بداية فصل الصيف، وهناك دراسات أوضحت أن التكاثر يحدث خلال شهر مايو ويونيو ويتوقف التكاثر في نهاية أو بداية شهر يوليو.
جهاز التكاثر الذكري:
خصيتين تنتجان النطاف__قناتان ناقلتان للنطاف تفتحان عند المقذرة
جهاز التكاثر الانثوي:
مبيضان __قناتان ناقلتان للبيوض تفتحان عند المقذرة
يقترن الذكر بالأنثى ويكون الإلقاح داخلياً تضع الإناث بيوضها داخل حفرة
ثم تفقس البيوض لتعطي حيوان صغير يستطيع الأعتماد على نفسه
البلوغ الجنسي للضب يكون خلال عمر ثلاث إلي أربع سنوات يتم التزاوج بين الذكور والإناث خلال شهر مايو ويونيو ويتم ذلك بعد الساعة العاشرة صباحاً عندما تكون درجة الحرارة ما بين 36-40 درجة مئوية، وعندما يكون لون الجسم أصفر ويكون هذا في أوج نشاطها اليومي. درجة حرارة الجو والغطاء النباتي ولون الحيوان كلها لها تأثير على التزاوج، حيث أنه عندما تنخفض أو ترتفع درجة الحرارة يتوقف التزاوج، كما أن وجود وفرة في النباتات يساعد على التزاوج، وقلة النباتات توقف عملية التزاوج، كما أن لون الحيوان الأصفر أو الباهت يساعد في عملية التزاوج، أما اللون الغامق يوقف التزاوج. والملاحظ أن في فترة التكاثر يتم صيد الضبان مما يسهم في نقص أعدادها وبتالي انقراضها.

## الضب في السنة النبوية
قالت ميمونة بنت الحارث الهلالية: " أهدي لنا ضب فصنعته، فدخل عليه رجلان من قومها فأتحفتهما به، فدخل النبي صلى الله عليه وسلم فوضع يده ثم رفعها فقلت: " ضب أهدي لنا "، فذهبا يطرحان ما في أيديهما، فقال رسول الله صلى الله عليه وسلم: « كلوه فإنكم أهل نجد تأكلونها، وإنا أهل تهامة نعافها»

## الضب في الأمثال
- «أبله من ضب»، «أحير من ضب»، «أضل من ضب»: لأن الضب في طبعه الحيرة والنسيان وعدم الهداية. قالوا: لذلك يحفر بيته في موضع مرتفع لئلا يضل عنه إذا خرج ابتغاء الطعام ورجع.
- «أحيا من ضب»، «أعمر من ضب»: يضرب مثلا في طول العمر.
- «أعق من ضب»، «أخذه أخذ الضب ولده»: يقال أن الضب يحرس بيضه فإذا خرجت أولاده من البيض ظنته بعض أحناش الأرض فجعل يأخذ ولده واحدا بعد واحد ويقتله فلا ينجو منه إلا الشريد.
- «أطول ذماء من الضب»: الذماء هو ما بين القتل وخروج النفس.

## الصيد الجائر
يتعرض هذا الكائن الصحراوي لعمليات صيد جائرة من هواة الصيد، تتمثّل في صيدها أكثر من اللازم وبشكلٍ مستمر. تم حماية الضب مؤخرًا في المملكة العربية السعودية بموجب القانون ويمنع صيده.[بحاجة لمصدر]

## وصلات خارجية
- وصلة تفصيلية عن الضب مع صور
- Information on some uromastyx species
- A digital library source from the University of Texas at Austin
- Uromastyx (Spiny-Tailed Lizard) Care Sheet
- http://www.uromastyx.eu